# Abax carinatus
Abax carinatus is een keversoort uit de familie van de loopkevers (Carabidae). De wetenschappelijke naam van de soort is in 1812 voor het eerst geldig gepubliceerd door Caspar Erasmus Duftschmid.